# マスラク

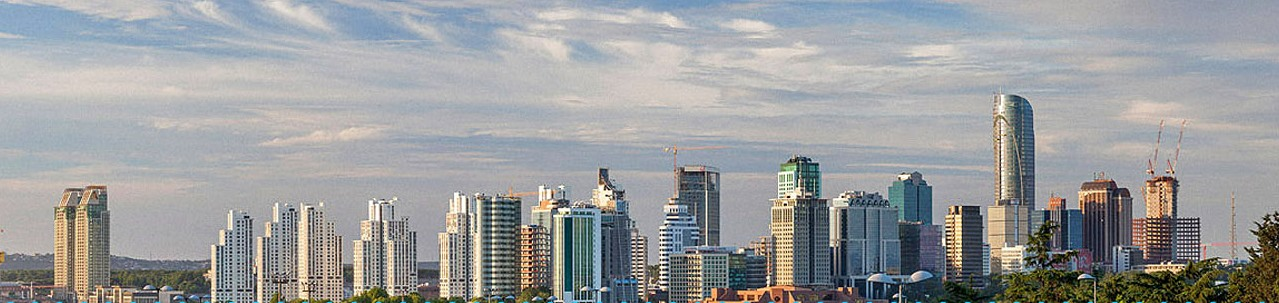
マスラク業務地区のパノラマ、2014年。

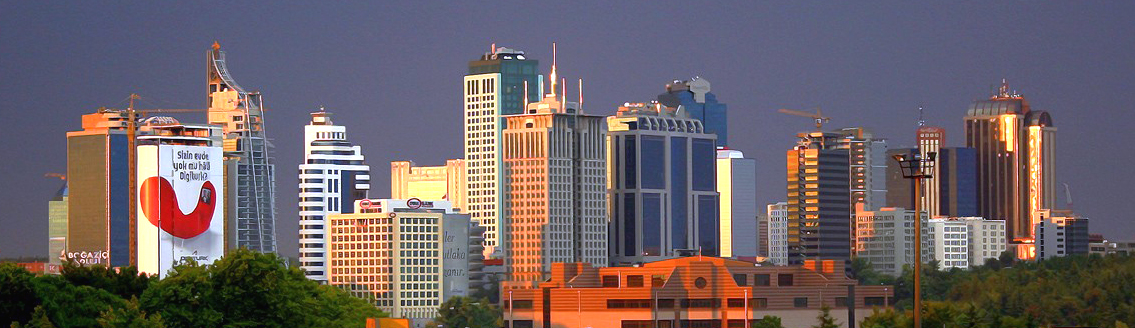
マスラクの眺望、2007年。

マスラク (Maslak) は、トルコ、イスタンブール市街地のヨーロッパ側に位置するサリエル地区の主要な業務地区のひとつ。基礎自治体であるサリエルやベシクタシュに近いところにあるが、かつては、別の基礎自治体シシュリの飛地であった。このため2012年10月18日にトルコ議会の内務委員会の承認を経て、マスラクの管轄権はシシュリからサリエルに移管された。
マスラクは、近傍のレベント業務地区と、超高層建築物の建築プロジェクトを競い合っている。現在のところ、マスラクで最も高い建物は、47階建の「スパイン・タワー (Spine Tower)」で、高さは 202メートルに達しているが、マスラクで（また、イスタンブールやトルコ全体でも）最も高くなる建設中の建物は「ダイアモンド・オブ・イスタンブール (Diamond of Istanbul)」であり、中央部で連結された3棟のタワーのうち最も高いものは地上53階建で、完成すれば 270メートルに達し、隣接するレベント業務地区にあり、目下のところイスタンブールでもっと高い54階建261メートルの「イスタンブール・サファイア (Istanbul Sapphire)」を上回ることになる。また、ダイアモンド・オブ・イスタンブールは、トルコにおける最初の鋼鉄造の高層建築となる見込みであるが、これは、例えばアメリカ合衆国における状況とは異なり、コンクリート造よりも鋼鉄造の方がコストがかさむという事情がある。鋼鉄造が選ばれた理由には、イスタンブールが活断層に沿って立地しており、鋼鉄造の方が地震への耐性が比較的大きいことがあったが、耐火の観点ではコンクリートの方が優れている。
イスタンブール地下鉄のM2には、「İTÜ-Ayazağa」駅（İTÜは、イスタンブール工科大学のこと）と「Atatürk Oto Sanayi」の2駅があり、マスラク業務地区や近隣の住区に便利である。

## イスタンブール工科大学アヤザー・キャンパス

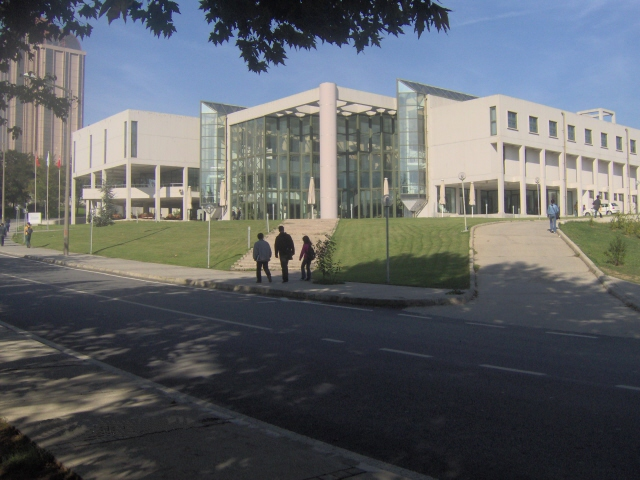
マスラクにあるイスタンブール工科大学のITUスュレイマン・デミレル文化センター。

イスタンブール工科大学が構える5つのキャンパスのうち、アヤザー・キャンパス (Ayazağa Campus) は、マスラクにある。

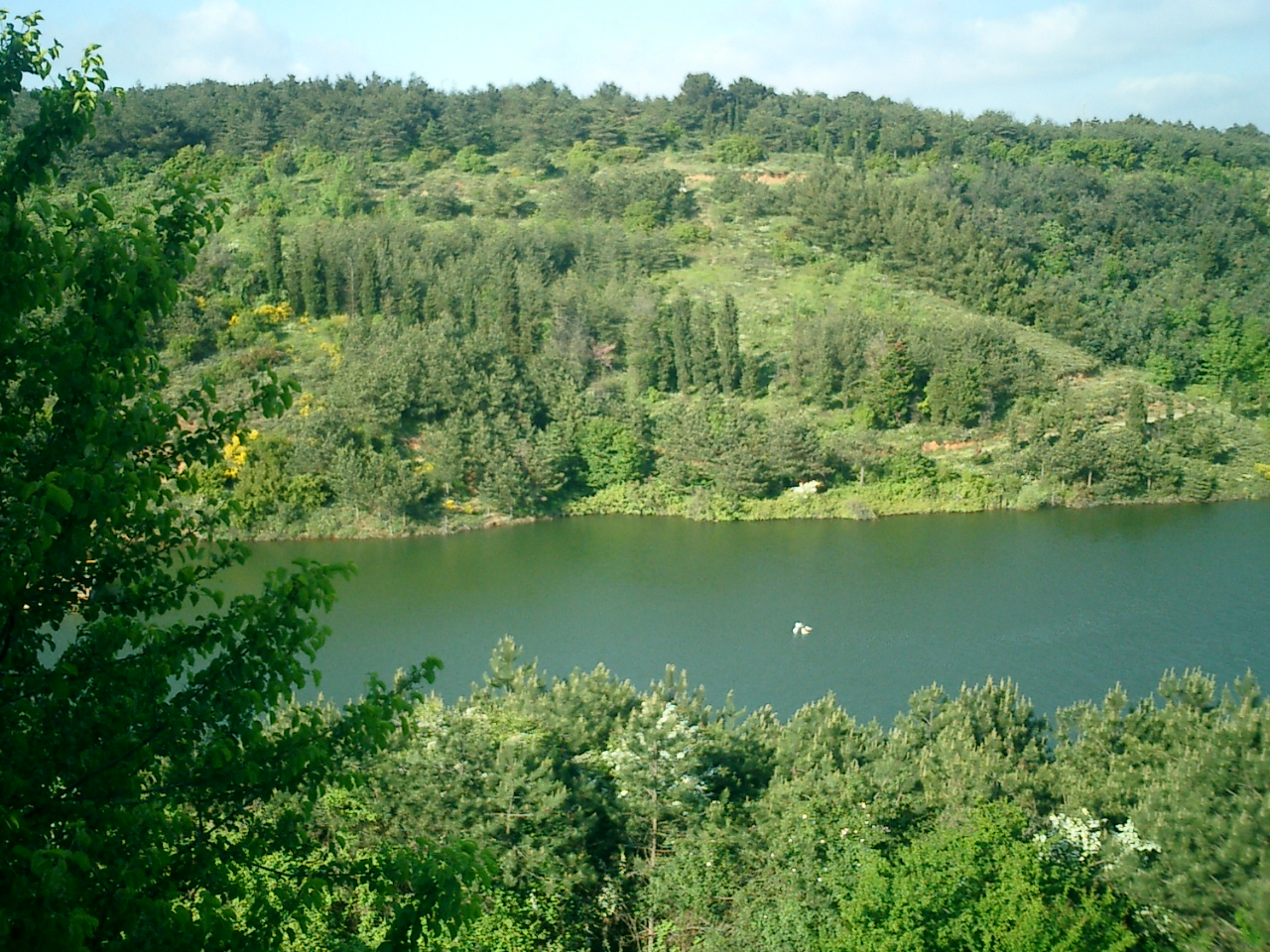
キャンパス内の湖。
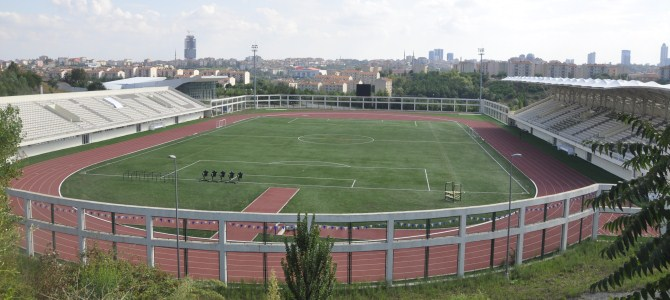
キャンパス内のスタジアム。